# Hans-Martin Tillack
Hans-Martin Tillack (* 1961 in Königs Wusterhausen) ist ein deutscher Investigativjournalist. Er deckte eine Reihe politischer Affären in Deutschland auf und wurde auch durch seine Arbeit als EU-Korrespondent in Brüssel bekannt.

## Leben
Hans-Martin Tillack arbeitete nach seinem Studium der Soziologie und Politikwissenschaft in Marburg und Berlin seit 1988 als Redakteur der tageszeitung in Berlin und später in Bonn. Seit 1993 war er Redakteur beim Magazin Stern, zunächst als Korrespondent in Bonn, von 1999 bis 2004 in Brüssel und ab 2005 als Reporter in Berlin. 2021 wechselte er als Chefreporter in das Investigativressort der Welt.
Nach einem in der Redaktion umstrittenen Gastbeitrag von Elon Musk in der Welt am Sonntag, in dem Musk für die AfD warb, berichteten Medien im Januar 2025, dass Tillack die Welt verlassen werde.

## Wirken
2001 deckte Tillack die sogenannte „Tanzpartner“-Affäre auf, die von dem damaligen Arbeitsminister Walter Riester (SPD) verantwortet wurde. Seit 2002 machte Tillack in einer Serie von Artikeln im Stern finanzielle Unregelmäßigkeiten im EU-Statistikamt Eurostat publik. Der Eurostat-Skandal führte im Jahr 2003 zur Versetzung des Generaldirektors und aller Direktoren der Statistikbehörde.
2005 deckte Tillack den Skandal um die Nebentätigkeiten des ehemaligen Staatsministers Ludger Volmer (Grüne) für die Bundesdruckerei auf, der mit zu der damaligen Debatte um die Visa-Affäre beitrug. In einem ausführlichen Artikel im Jahr 2005 erhob Tillack erstmals den Verdacht, dass bei Siemens Bestechungspraktiken weit verbreitet seien.
Ende 2006 machte er den bis dahin unbekannten Fall des in Deutschland ansässigen US-Rendition-Opfers Abdel-Halim Khafagy publik. 2007 gelang es Tillack, unter Berufung auf das Informationsfreiheitsgesetz die Namen der privaten Sponsoren der Bundesministerien zu erlangen. Der Bericht führte dazu, dass die Bundesregierung von nun an die Namen der Zuschussgeber offiziell veröffentlichte. Seit 2009 veröffentlichte Tillack eine Reihe von Artikeln über die Bankenrettungspolitik der Bundesregierung und enthüllte mehrere fragwürdige Zahlungen an Manager der Hypo Real Estate sowie im Jahr 2011 den Rechenfehler bei der HRE und ihrer Bad Bank, FMS Wertmanagement, über 55,5 Milliarden Euro.
Im Februar 2010 enthüllte Tillack zusammen mit Johannes Röhrig die Bespitzelungsaffäre um die Berliner Agentur CMK, die für die Bunte arbeitete. Der Bunten gelang es im Jahr 2011 jedoch vor Gericht durchzusetzen, dass der Stern nicht mehr den Eindruck erwecken dürfe, Bunte-Redakteure hätten von fragwürdigen Methoden gewusst.
2017 wurde Tillack zusammen mit Laura Himmelreich und Ulrich Neumann für seine investigative Recherche zu prekären Arbeitsverhältnissen bei der Drogeriekette Rossmann, die 2016 unter dem Titel Rossmanns Tagelöhner im Stern erschien, in der Kategorie „Investigative Leistung“ für den Nannen-Preis nominiert.
Ein Schwerpunkt von Tillack ist die Recherche zu deutschen Rüstungsexporten. 2017 und 2018 enthüllte er gemeinsam mit Correctiv in einer Serie von Artikeln Details zu einer geplanten Panzerproduktion von Rheinmetall in der Türkei. Die Recherche wurde für den Reporterpreis nominiert. Anfang 2019 kündigte Rheinmetall die Auflösung des Joint Ventures in der Türkei an. Ebenfalls gemeinsam mit Correctiv machte Tillack 2022 publik, dass die Bremer Staatsanwaltschaft wegen Korruptionsvorwürfen in Russland und den Philippinen Strafermittlungen gegen Rheinmetall-Manager geführt hatte.
Von 2009 bis 2013 war Tillack Mitglied der Jury von journalismfund.eu. Der Fonds vergibt Zuschüsse für grenzüberschreitende Recherchen in verschiedenen europäischen Ländern.
2024 ist Tillack Vorsitzender des 1. Beschwerdeausschusses des Presserats.

## Konflikte mit Behörden
Im März 2004 durchsuchte die belgische Polizei Tillacks Wohnung und das Brüsseler Büro des Stern. Die Polizei beschlagnahmte dabei umfangreiche Unterlagen. Tillack hatte wiederholt in kritischen Berichten über das EU-Betrugsbekämpfungsamt OLAF interne Papiere des Amtes zitiert. Der belgische Untersuchungsrichter eröffnete – auf Antrag von OLAF – ein Ermittlungsverfahren gegen Unbekannt wegen einer möglichen Korruptionsstraftat. Klagen von Tillack – unter anderem beim Europäischen Gericht erster Instanz –, die er im Anschluss an die belgische Durchsuchungsaktion einlegte, wurden zunächst abgewiesen. Schließlich endete im November 2007 Tillacks Klage beim Europäischen Gerichtshof für Menschenrechte mit der Verurteilung Belgiens zur Zahlung von 10.000 Euro Schadensersatz wegen Verletzung der Pressefreiheit. Das Ermittlungsverfahren wurde 2009 eingestellt. Die Durchsuchungsaktion löste eine Diskussion über Pressefreiheit in der EU aus; viele Journalisten betrachteten dieses Vorgehen als Einschränkung der freien Berichterstattung. Auch der Europäische Bürgerbeauftragte kritisierte OLAF wegen dieser Sache in einem Sonderbericht an das Europäische Parlament.
Im Dezember 2006 wurde bekannt, dass die Münchner Staatsanwaltschaft Telefonate von Tillack und einer weiteren Stern-Redakteurin abgehört hatte, die diese mit dem Anwalt des CIA-Entführungsopfers Khaled el-Masri geführt hatten.
Ausgelöst von einer Ermächtigung durch Bundestagspräsident Norbert Lammert (CDU) ermittelte die Hamburger Staatsanwaltschaft im Jahr 2007 zeitweise gegen Tillack und zwei weitere Stern-Redakteure wegen des Verdachts der Beihilfe zum Geheimnisverrat, im Zusammenhang mit Artikeln über den BND-Untersuchungsausschuss des Bundestages.

## Auszeichnungen
- 2004 Frode-Jakobsen-Preis der dänischen Juni-Bewegung[42]
- 2005 Preis für die Freiheit und Zukunft der Medien[43]

## Werke
- Hans-Martin Tillack: Die Lobby-Republik. Hanser Berlin, 2015, ISBN 978-3446247772
- Hans-Martin Tillack: Die korrupte Republik: Über die einträgliche Kungelei von Politik, Bürokratie und Wirtschaft. Hoffmann und Campe, 2009, ISBN 978-3-455-50109-4.
- Hans-Martin Tillack: From Brussels to Burma. In: David Dadge (Hrsg.): Silenced – International Journalists expose Media Censorship. Prometheus Books, 2005, ISBN 1-59102-305-X.
- Andreas Oldag, Hans-Martin Tillack: Raumschiff Brüssel. Wie die Demokratie in Europa scheitert. Argon, Berlin 2003, ISBN 3-87024-578-6.